# کارل پیتاک
کارل پیتاک (چکی: Karel Piták؛ زادهٔ ۲۸ ژانویهٔ ۱۹۸۰) بازیکن فوتبال اهل جمهوری چک است.
از باشگاه‌هایی که در آن بازی کرده‌است می‌توان به باشگاه فوتبال اسلاویا پراگ، باشگاه فوتبال باومیت یابلونتس، باشگاه فوتبال هرادتس کرالووه، و باشگاه فوتبال ردبول زالتسبورگ اشاره کرد.
وی همچنین در تیم ملی فوتبال جمهوری چک بازی کرده‌است.